# No Offence
No Offence è una serie televisiva britannica del 2015 trasmessa dal 5 maggio 2015 al 18 ottobre 2018 su Channel 4.
In Italia, la serie è andata in onda sul canale a pagamento Fox Crime dall'8 dicembre 2016 all'8 novembre 2018.

## Trama
Ambientata a Manchester, Inghilterra nord-occidentale, la serie racconta le vicende della ispettrice Vivienne Deering che è a capo di un'unità di polizia situata in un quartiere malfamato della città. Con i suoi due assistenti, la detective Dinah Kowalska e la sergente Joy Freers, si occupa di gestire i piccoli reati quotidiani. Ma un giorno, la squadra si trova ad affrontare una serie di omicidi di giovani ragazze attorno ai 21 anni di età. Così ha inizio quindi la caccia a un serial killer contorto.
Nella seconda stagione devono fronteggiare una guerra tra due bande criminali di Manchester.

## Episodi
| Stagione         | Episodi | Prima TV Regno Unito | Prima TV Italia |
| ---------------- | ------- | -------------------- | --------------- |
| Prima stagione   | 8       | 2015                 | 2016            |
| Seconda stagione | 7       | 2017                 | 2017            |
| Terza stagione   | 6       | 2018                 | 2018            |

## Premi e riconoscimenti
| Anno | Premio                                   | Categoria                                                       | Candidato      | Risultato  |
| ---- | ---------------------------------------- | --------------------------------------------------------------- | -------------- | ---------- |
| 2015 | Festival de la fiction TV de La Rochelle | Miglior serie televisiva straniera                              | No Offence     | Vinto      |
| 2015 | RTS Craft & Design Awards                | Migliore musica e titoli originali                              | Vince Pope     | Nomination |
| 2016 | BAFTA Television Awards                  | Miglior serie televisiva drammatica                             | No Offence     | Nomination |
| 2016 | Broadcast Awards                         | Miglior serie televisiva drammatica o seriale                   | No Offence     | Nomination |
| 2016 | Broadcast Awards                         | Miglior programma originale                                     | No Offence     | Nomination |
| 2016 | Irish Film and Television Awards         | Miglior attrice protagonista in una serie televisiva drammatica | Elaine Cassidy | Nomination |
| 2016 | RTS Programme Awards                     | Miglior serie televisiva drammatica                             | No Offence     | Vinto      |
| 2017 | Irish Film and Television Awards         | Miglior attrice protagonista in una serie televisiva drammatica | Elaine Cassidy | Nomination |